# Hünenbett ohne Kammer von Stralendorf

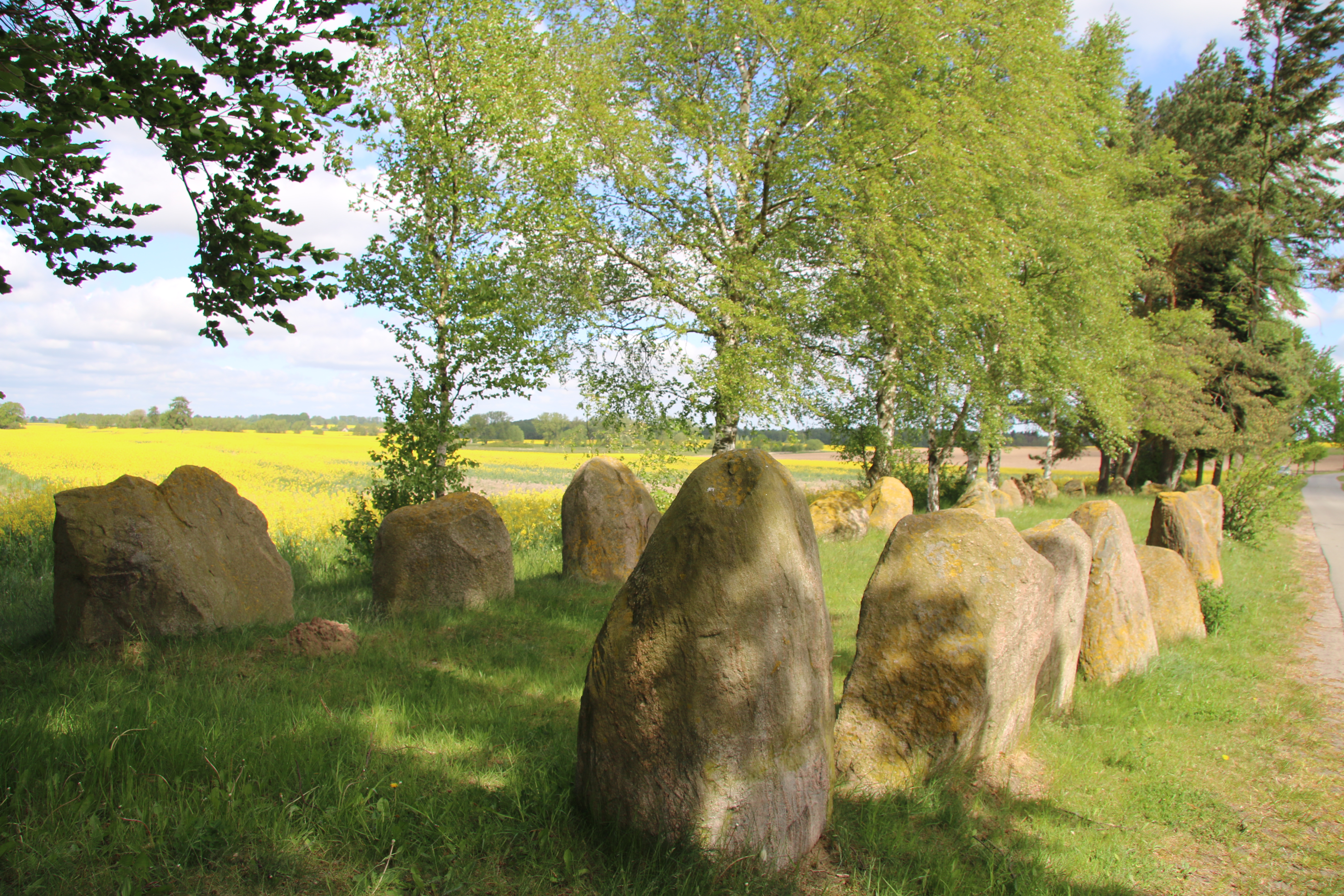
Hünenbett ohne Kammer von Stralendorf

Das Hünenbett ohne Kammer von Stralendorf ist eine Megalithanlage vom Typ Hünenbett ohne Kammer. Es hat eine nord-süd Orientierung. Das Großsteingrab der Trichterbecherkultur (TBK), entstand zwischen 3500 und 2800 v. Chr. Es trägt die Sprockhoff-Nr. 403 und hatte den Sprockhoff-Namen „Zülow“.

## Lage
Die trapezoide Anlage liegt (heute) im westlichen Ortsbereich von Stralendorf im Landkreis Ludwigslust-Parchim in Mecklenburg-Vorpommern, unmittelbar an der Straße (Gartenweg).

## Beschreibung
Mit einer Länge von 125 m handelt es sich um die längste Anlage Mecklenburgs und eine der längsten in Deutschland. Ihre Breite verringert sich von etwa 4,0 m im Süden, auf 1,5 m im Norden. Die insgesamt nicht allzu großen Steine werden nach Norden zu kleiner. 1934 war der Erdhügel noch weitgehend erhalten. 1964 wurde die Anlage durch Ewald Schuldt (1914–1987) ausgegraben und rekonstruiert. Dabei stellte sich heraus, dass alle Steine der Einfassung erhalten sind. Die Anlagen dieses Typs zeichnen sich durch abgegrenzte Steinanhäufungen (Pflaster) aus, die unter dem Erdhügel liegen und mit Rollsteinpackungen überdeckt sind. In Stralendorf waren sechs derartige Pflaster, quer und längs liegend, innerhalb der Einfassung untergebracht.
Das 125 m lange Bett wurde bei der Ausgrabung vollständig abgetragen und noch einmal aufgeschüttet. Es zeigte sich, dass die Blöcke der Einfassung in flache Gruben gestellt und mit Steinen verkeilt waren. Ein Trockenmauerwerk füllte die Lücken zwischen den Blöcken. Die Aufschüttung des sandigen Bodens mit zahllosen Rollsteine verschiedener Größe erfolgte auf der alten Oberfläche. In den anstehenden Boden eingetieft waren lediglich die von Rollsteinen umgebenen Pflaster. Auffallend waren die Unterschiede in den Abmessungen der Blöcke der Einfassung im Nordteil stehen 1,5 m lange, am Südende nur 0,5 m hohe Blöcke. Der Ausgräber ist der Auffassung, dass das Bett ursprünglich nur 38 m lang war und später erweitert wurde. Im älteren Teil hatte die Aufschüttung noch eine Höhe von 0,6 m.
Menschliche Knochen wurden nicht gefunden. Zu den Beigaben gehören 108 Scherben, fünf Pfeilspitzen, vier Amphoren, vier Klingen, vier Schaber, zwei Trichterbecher, ein Dolch, ein Flachbeil, ein Hohlmeißel, ein Querschneider, ein Schlagstein, ein weitmündiger Topf und eine Schüssel.